# آخرین قصه‌گوی زمین
آخرین قصه‌گوی زمین (انگلیسی: The Last Cuentista) یک رمان دیستوپیایی درجه متوسط از دونا باربا هیگوئرا است که در ۱۲ اکتبر ۲۰۲۱ توسط لوین کوئریدو منتشر شد. داستان دربارهٔ پترا پینیا است که به همراه خانواده‌اش و چند صد نفر دیگر پس از برخورد یک ستاره دنباله‌دار به سیاره زمین، آن را ترک می‌کنند تا به نسل بشر ادامه دهند. پس از بیدار شدن در یک سیاره جدید، پترا، تنها کسی است که زمین را به یاد می‌آورد و باید از داستان‌سرایی برای زنده نگه‌داشتن تاریخ مردمش استفاده کند.
در سال ۲۰۲۲، این کتاب برنده مدال نیوبری و جایزه پورا بلپره شد. تصویر جلد توسط راکسن مانیکیز انجام شده است.

## برخورد
آخرین قصه‌گوی زمین عموماً نقدهای مثبتی دریافت کرد، از جمله نقدهای ستاره دار از کرکوس ریویوز، پابلیشرز ویکلی، اسکول لایبری جورنال، و شلف آوارنز.
کرکوس این کتاب را «یک تونیک عالی برای داستان‌نویسان دور و بر، پیر و جوان» نامیده است. مگان کاکس گوردن در نوشتن برای وال استریت ژورنال گفت که این رمان «هوشمندانه و قانع‌کننده» است.
تائه کلر، برنده قبلی نیوبری، دربارهٔ آخرین قصه‌گوی زمین گفت
«مطمئناً با شستشوی مغزی، «پاکسازی» و، بله، نابودی کل سیاره ما به انتهای تاریک داستان‌های درجه متوسط می‌پیوندد… اما در تاریکی ساکن نیست و ترجیح می‌دهد دوزهای سالم را به خوانندگانش بدهد. از امید، شگفتی و عمل ورق برانگیز».
آخرین قصه‌گوی زمین به عنوان یکی از بهترین کتاب‌های کودکان سال توسط بوک‌پیج، بوستون گلوب، کتابخانه عمومی شیکاگو، کیرکوس، کتابخانه عمومی نیویورک، پابلیشرز انتخاب شد. هفتگی، مجله کتابخانه مدرسه، تایم، و وال استریت ژورنال.
| سال  | جایزه / افتخار                | نتیجه | مرجع.                   |
| ---- | ----------------------------- | ----- | ----------------------- |
| ۲۰۲۱ | جایزه سیبلز                   | نامزد | [ ۱۷ ]                  |
| ۲۰۲۲ | مدال نیوبری                   | برنده | [ ۱ ] [ ۲ ] [ ۳ ] [ ۴ ] |
| ۲۰۲۲ | جایزه پورا بلپره برای نویسنده | برنده | [ ۳ ] [ ۴ ]             |